# Dobrodružný film

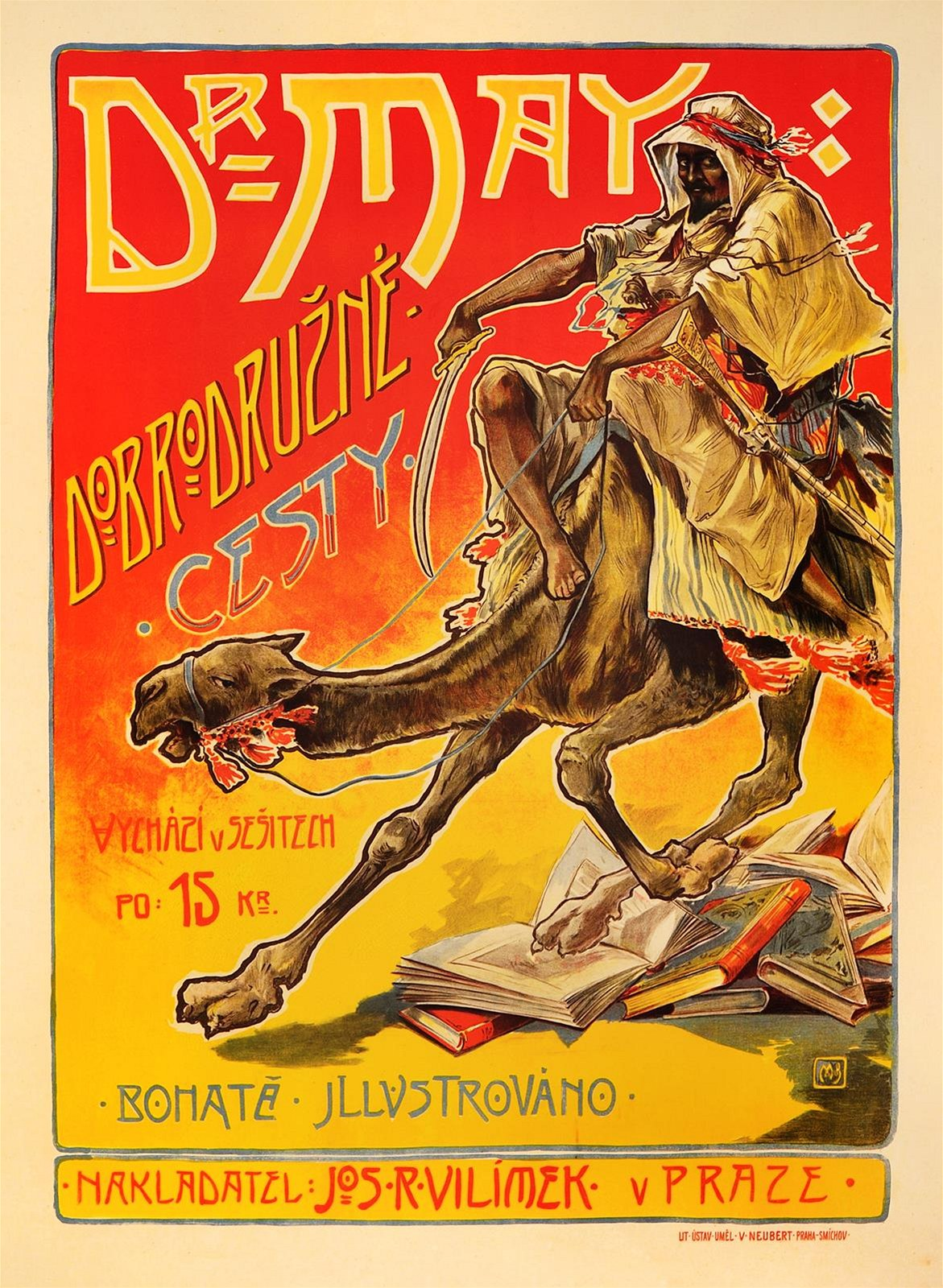

Dobrodružný film je filmový žánr, jehož děj obsahuje prvky cestování.[zdroj⁠?!] Je charakteristický tím, že protagonista filmu musí opustit svůj domov (nebo obecně svou komfortní zónu) a odcestovat zpravidla do velmi vzdálených, často exotických míst, kde musí splnit nějaký svůj cíl nebo úkol. Velkou roli v tomto žánru představuje prostředí, ve kterém se příběh odehrává; v některých případech je dokonce stejně důležité, jako samotné postavy. Žánr samotný je velmi podobný akčním filmům, ale zatímco akční filmy jsou zaměřené hlavně na násilí a boj, tak dobrodružné filmy se zaměřují hlavně na neznámo, průzkum či pátrání, zdolávání překážek, atd. Často je zkombinovaný s dalšími žánry, např. akčním, komedií, dramatem, fantasy, science fiction, hororem atd.
Hlavním příběhovým prvkem může být např. pátrání po nějakém ztraceném místě (ostrov, město, budova atd.), předmětu (poklad, artefakt atd.) nebo živé bytosti (vyhynulý druh, pohřešovaná osoba apod.); velmi časté je naskytnutí závažných situací nebo problémů, které značně komplikují postup k cíli nebo splnění úkolu; samotný děj se i někdy může úplně zvrtnout v holý boj o přežití, kdy původní cíl nebo úkol přestane být prioritou nebo jde stranou úplně. Děj filmu může být taktéž zasazen i do historického prostředí, časté je např. pirátství, bitvy, rebelie apod.

## Historie
Popularita dobrodružných filmů vzrostla ve 30. a 40. letech 20. století, kdy byly natáčeny filmy jako Captain Blood, Dobrodružství Robina Hooda nebo Zorro mstitel běžně s různými filmovými hvězdami, zejména s Errolem Flynnem nebo Tyronem Powerem. Některá nízkorozpočtová (televizní) díla začala témata těchto dobrodružných filmů napodobovat.
Ze začátku byli hlavní postavy hlavně muži, kteří byli vyobrazováni jako velmi odvážní a kteří často bojovali proti zlu a tyranii. Později se však začaly objevovat i protagonistky, jako např. Lara Croft.